# Бібліотека імені Катерини Білокур
Бібліотека імені Катерини Білокур — бібліотека в Печерському районі Києва розташована за адресою: 01014 Київ, вулиця Катерини Білокур, 8.

## Опис
Бібліотечне обслуговування: абонемент, читальний зал, послуги МБА.
Площа приміщення бібліотеки — 192,4 м², книжковий фонд — 26,1 тисяч примірників. Щорічно обслуговує 3,3 тисяч користувачів, кількість відвідувань за рік — 30,0 тисяч, книговидач — 69,0 тисяч примірників.
Режим роботи: Пн-Чт з 9.00 — 20.00 Сб-Нд з 8.00 до 18.00. Пт — вихідний день. Кожен останній день місяця — санітарний.

## Історія
Заснована у 1949 році.
23 листопада 2023 року Київська міська рада назвала бібліотеку на честь народної художниці Катерини Білокур. До того бібліотека була названа на честь персонажа російської совєцької пропаганди Олега Кошового